# Imma alienella
Imma alienella är en fjärilsart som beskrevs av Walker 1864. Imma alienella ingår i släktet Imma och familjen Immidae. Inga underarter finns listade i Catalogue of Life.